# Яамин
Яамин (индон. Gunung Yamin, колониальное название Принц Хендрик, также Пунчак-Яамин) — гора в центральной части острова Новая Гвинея, в провинции Папуа, Индонезия.

## География
Гора расположена в восточной части гор Маоке, в горном хребте Джаявиджая, в 23 км к западу от горы Пунчак-Мандала. Высота — 4087 м, относительная высота — 700 м. Является одной из самых высоких вершин горного хребта Джаявиджая, по этому показателю занимает 2-е место, уступая горе Пунчак-Мандала (4760 м). Занимает 4-е место по высоте среди гор острова Новая Гвинея и Индонезии.

## История
Во время нидерландского колониального периода, гора называлась «Принц Хендрик». Это название присвоено 1913 году, членами нидерландского экспедиции в честь нидерландского принца Хендрика Нидерландского. После передачи Нидерландской Новой Гвинеи Индонезии, название было изменено на «Яамин», в честь Мухаммеда Яамина (1903—1962), историка, поэта и политика.